# El club de cuina
El club de cuina o El club de la cuina (originalment en danès, Madklubben) és un llargmetratge danès del 2020 dirigit per Barbara Topsøe-Rothenborg. S'ha doblat al català oriental per TV3 amb el títol d'El club de cuina, i al valencià per a À Punt amb el nom d'El club de la cuina.

## Acció
Tres amigues (Vanja, Marie i Berling), que es coneixen des de l'escola, fan un curs de cuina al sud d'Itàlia. La Marie se separa del seu marit la nit de Nadal, la Berling és l'eterna soltera que viu la vida, mentre que la Vanja viu en els records del seu difunt marit. Sens dubte, el viatge no serà el que esperaven, i les caloroses tardes del sud ofereixen coqueteig, gelosia i veritats que de sobte passen a ser sobre la taula. Enmig de la confusió, però, descobreixen que tenen molt més a oferir del que mai havien somiat i que mai és massa tard.

## Repartiment
- Kirsten Olesen
- Stina Ekblad
- Kirsten Lehfeldt
- Troels Lyby
- Mia Lyhne
- Rasmus Botoft